# Pavel Kříž (vojenský policista)
Pavel Kříž (* 23. března 1978 Benešov) je český právník a náčelník Vojenské policie, který v této pozici nahradil generála Milana Schulce.

## Životopis
Narodil se v roce 1978. Absolvoval právnickou fakultu ZČU a Univerzitu v Greifswaldu. Po skončení studií pracoval v Německu, zprvu u soudu a také v advokacii. V roce 2006 nastoupil k vojenské policii a stal se příslušníkem Útvaru speciálních operací Vojenské policie. Zdůvodnil to tím, že mu nevyhovovala práce a vztahy uvnitř velké advokátní firmy. Nástup k vojenské policii mu umožnil absolvovat The Judge Advocate General's Legal Center and School ve Virginii. Později se účastnil mise v Afghánistánu a také se stal náčelníkem právní služby VP.

## Spor ohledně jmenování do čela vojenské policie
V lednu 2015 oznámil ministr obrany Martin Stropnický, že Kříž se má stát velitelem vojenské policie. To vyvolalo nesouhlas náčelníka generálního štábu Armády České republiky Petra Pavla. Důvodem bylo, že velitel vojenské policie musí mít generálskou hodnost a Kříž je pouze podplukovník, a tudíž je jeho jmenování v rozporu s kariérním řádem. V dubnu se však náčelníkem generálního štábu stal Josef Bečvář a Stropnický Kříže znovu navrhl. V květnu Křížovo jmenování odsouhlasil branný výbor Poslanecké sněmovny, což Stropnickému umožnilo Kříže jmenovat. Proti Křížovu jmenování se vyslovili i někteří poslanci, kterým vadila především jeho nezkušenost a mládí. Funkci Kříž převzal 1. června. Dle Stropnického by se měl zaměřit zejména na „vyšetřování hospodářské kriminality nebo nezákonnosti v souvislosti s akvizičním procesem.“ Téhož dne byl jmenován do hodnosti plukovníka a dne 8. května 2016 mu byla propůjčena hodnost brigádního generála. Dne 28. října 2017 jej prezident Miloš Zeman jmenoval brigádním generálem.